# Aéroport international de Wilkes-Barre/Scranton
Pour les articles homonymes, voir AVP.
L'Aéroport international de Wilkes-Barre/Scranton (Wilkes-Barre/Scranton International Airport) (code IATA : AVP • code OACI : KAVP) est un aéroport situé à Avoca (Pennsylvanie) desservant les deux villes de Wilkes-Barre et de Scranton en Pennsylvanie, aux États-Unis.